# Eptesicus matroka
Eptesicus matroka es una especie de murciélago de la familia Vespertilionidae.

## Distribución geográfica
Es endémica del este de Madagascar.